# Puf

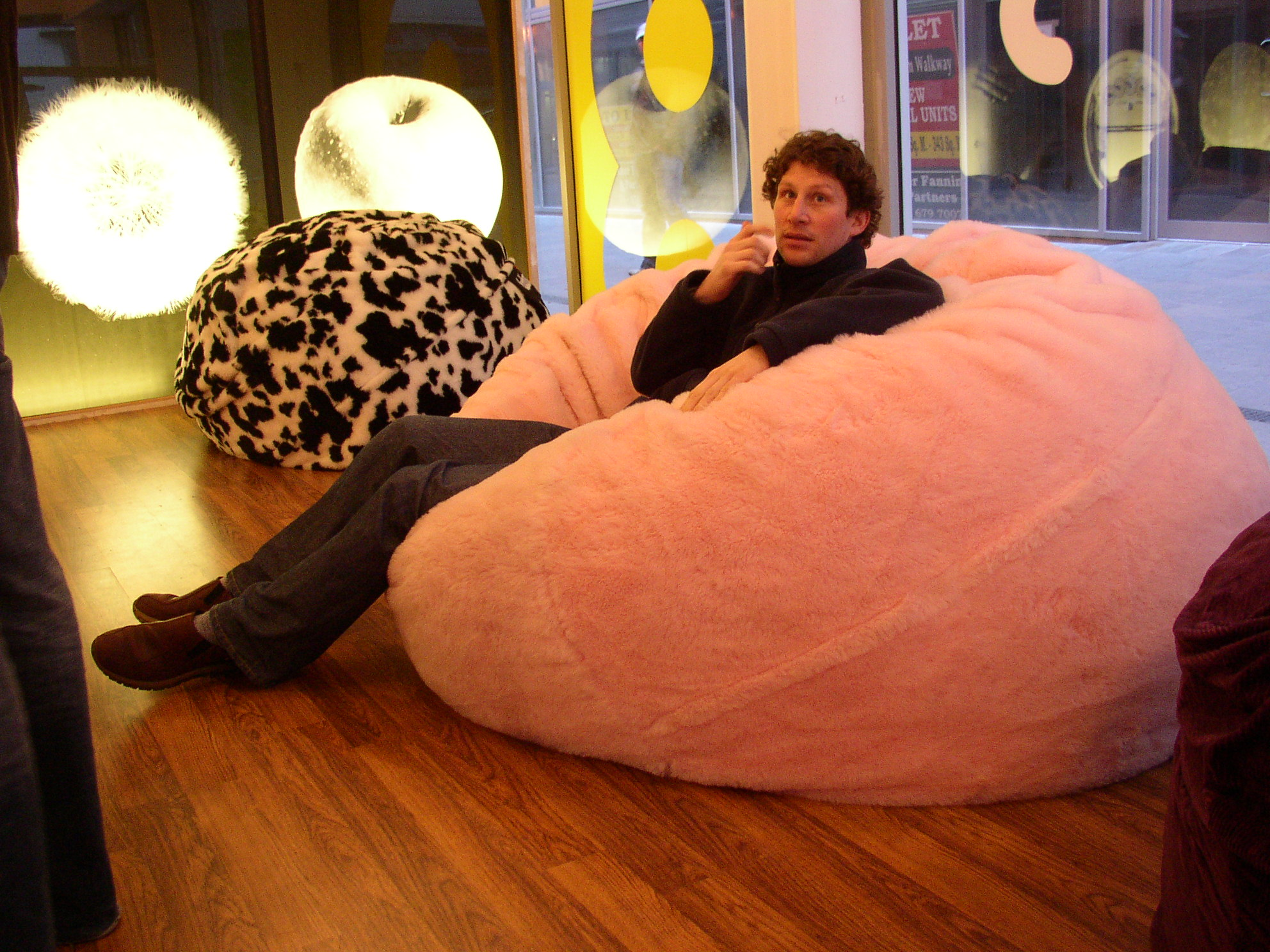
Hombre sentado en un puf de gran tamaño.

Un puf (del francés pouf), también llamado puff, es un sillón blando que generalmente no tiene respaldo. Cubierto por una tela rígida que puede ser de diferentes materiales: cuero, tela, plástico, el interior está relleno de materiales blandos como trozos de poliestireno lo que lo hace adaptable a diferentes espacios y usos. Por su estructura parece un gran cojín ya que carece de patas, reposando toda su base sobre el suelo. El primer antecedente es la Silla Sacco inventada en 1968 en Turín por Piero Gatti, Cesare Paolini y Franco Teodoro. 
El puf es un mueble versátil que puede usarse para sentarse, apoyarse, tumbarse o reposar los pies. En el hogar, es un mueble muy útil pues puede recogerse en cualquier rincón o en espacios de pequeñas dimensiones. Su ligereza permite además trasladarlo solo en los momentos en que se va a utilizar. 

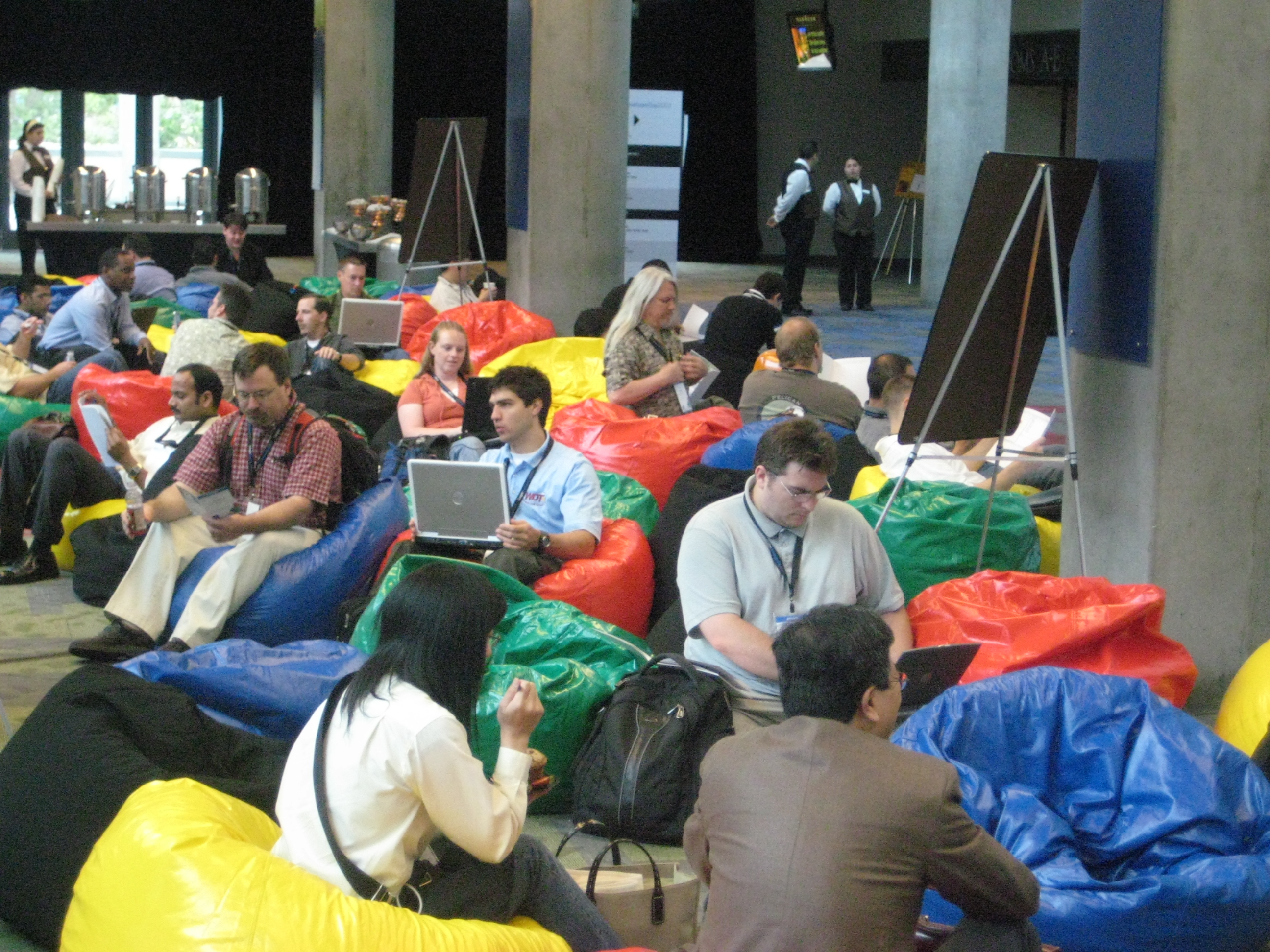
Puffs en un evento de Google.

Los pufs son ideales para espacios reducidos, usos esporádicos, pisos de estudiantes, cuartos infantiles, apartamentos pequeños y espacios exteriores como jardines o terrazas. 

## Tipos
Se presentan en gran multitud de diseños y colores, desde los lisos hasta los muy llamativos, siendo habituales los pufs estampados e incluso personalizados. Suelen ser redondos pero también los hay ovalados, cuadrados, en forma de sillón, etc.
Los pufs rígidos con forma de cubo, suelen ir insertos en los brazos de algunos sofás y sirven de asiento a modo de taburete o, incluso, de reposapiés.
Existen puff rígidos cuadrados convertibles en cama colchón.
Las «lazy bags» son una variable inflable y se utiliza el mismo viento para desplegarlas. El invento neerlandés se utiliza habitualmente como reposera de playa; además de la arena, puede colocarse en el suelo, nieve o agua.